# Bhímráo Rámdží Ámbédkar
Dr. Bhímráo Rámdží Ámbédkar, anglicky Bhimrao Ramji Ambedkar, maráthsky भीमराव रामजी आंबेडकर (14. dubna 1891 – 6. prosince 1956), byl indický právní vědec, politický vůdce nedotknutelných, představitel hnutí za obnovu indického buddhismu a hlavní tvůrce indické ústavy, známý také pod jménem Bábásáhéb.